# Landtagswahl in der Steiermark 1970
- SPÖ: 26
- ÖVP: 28
- FPÖ: 2

Am 15. März 1970 fanden Landtagswahlen in der Steiermark statt.
Die ÖVP hielt ihre Position als stimmen- und mandatsstärkste Partei in der Steiermark, sie verlor jedoch trotz leichter Stimmengewinne die absolute Mandatsmehrheit. Josef Krainer senior (ÖVP) blieb Landeshauptmann.
Die ÖVP bekam 48,6 % der Stimmen (28 Mandate), die SPÖ erreichte 44,7 % der Stimmen und damit 26 Mandate. Die FPÖ behielt mit 5,3 % (2 Mandate) die Position als drittstärkste Partei, die Kommunisten und Linkssozialisten (KPÖ) verloren stark und verfehlten mit 1,4 % den Einzug in den Landtag.
Die erstmals angetretene Nationaldemokratische Partei kandidierte nur in zwei der vier Wahlkreise und erreichte lediglich 0,08 % der Stimmen.

## Wahlergebnis
|                                         | Ergebnisse 1970 | Ergebnisse 1970 | Ergebnisse 1970 | Ergebnisse 1965 | Ergebnisse 1965 | Ergebnisse 1965 | Differenzen | Differenzen | Differenzen |
| --------------------------------------- | --------------- | --------------- | --------------- | --------------- | --------------- | --------------- | ----------- | ----------- | ----------- |
| Wahlberechtigte                         | 782.674         | 782.674         | 782.674         | 747.334         | 747.334         | 747.334         | + 35.340    | + 35.340    | + 35.340    |
|                                         | Stimmen         | %               | Mand.           | Stimmen         | %               | Mand.           | Stimmen     | %           | Mand.       |
| Abgegebene Stimmen                      | 740.454         | 94,61 %         | 56              | 716.986         | 95,94 %         | 56              | + 23.468    | - 1,33 %    |             |
| Ungültige Stimmen                       | 7.110           | 0,96 %          |                 | 12.016          | 1,68 %          |                 | - 4.906     | - 0,72 %    |             |
| Gültige Stimmen                         | 733.344         | 99,04 %         |                 | 704.970         | 98,32 %         |                 | + 28.374    | + 0,72 %    |             |
| Partei                                  |                 |                 |                 |                 |                 |                 |             |             |             |
| Österreichische Volkspartei (ÖVP)       | 356.325         | 48,59 %         | 28              | 341.308         | 48,41 %         | 29              | + 15.017    | + 0,18 %    | - 1         |
| Sozialistische Partei Österreichs (SPÖ) | 327.906         | 44,71 %         | 26              | 297.166         | 42,15 %         | 24              | + 30.740    | + 2,56 %    | + 2         |
| Freiheitliche Partei Österreichs (FPÖ)  | 38.641          | 5,27 %          | 2               | 41.165          | 5,84 %          | 2               | - 2.524     | - 0,57 %    | 0           |
| Kommunisten und Linkssozialisten (KLS)  | 9.904           | 1,35 %          | 0               | 22.535          | 3,20 %          | 1               | - 12.631    | - 1,85 %    | - 1         |
| Nationaldemokratische Partei (NDP)      | 568             | 0,08 %          | 0               | n.k.            |                 |                 | + 568       | + 0,08 %    |             |